# Barbania
Barbania (ejtsd: Barbanía, piemonti nyelven Barbanià) egy észak-olasz község (comune) a Piemont régióban.

## A község ismertebb szülöttei
- Bernardino Drovetti
- Pietro Audogianotti
- Giacinto Bianco
- Giovanni Drovetti

## Lásd még
- Strage di Piazza principale di Barbania

## Fordítás
- Ez a szócikk részben vagy egészben  a   Barbania című olasz Wikipédia-szócikk fordításán alapul.  Az eredeti cikk szerkesztőit annak laptörténete sorolja fel. Ez a jelzés csupán a megfogalmazás eredetét és a szerzői jogokat jelzi, nem szolgál a cikkben szereplő információk forrásmegjelöléseként.